# Африканская речная ласточка
Африканская речная ласточка (лат. Pseudochelidon eurystomina) — один из двух видов речных ласточек семейства ласточковых, отряда воробьинооразных. Первоначально не была отнесена к ласточкам, но затем, учитывая мощный клюв и крепкие ноги, была вынесена в отдельное подсемейство вместе с азиатской белоглазой лесной ласточкой.

## Описание
Довольно крупные ласточки 14 см в длину, преимущественно чёрные, с сине-зелёным блеском на голове и зелёным оттенком на спине и крыльях. Внутренняя сторона крыльев коричневатая, нижняя часть тела фиолетово-чёрная, а маховые перья чёрные, глаза красные, клюв оранжево-красный, хвост прямоугольный и черный, 4,8 см в длину. Средняя длина крыльев — 14 см. Молодые птицы по виду сходны со взрослыми, не считая оперения, имеющего более коричневый оттенок. Данный вид обладает арсеналом немузыкальных звуковых сигналов, который демонстрирует и на земле, и в полёте, хотя назначение наземных сигналов пока не известно.

## Ареал
Основной ареал размножения охватывает территорию Демократической Республики Конго вдоль реки Конго и её притока, Убанги, в местности, характеризующейся смесью различных видов тропических лесов, включая болотистые и сезонно затопляемые участки. Африканские речные ласточки — перелётные птицы, зимующие в прибрежных саваннах на юге Габона и Республики Конго. Размножение происходит также в этих прибрежных районах, однако неизвестно, принадлежит ли выводок той же или отдельной постоянно здесь обитающей популяции.

## Поведение
Питаются африканские речные ласточки стаями, ловя в полёте различных насекомых, в особенности летающих муравьёв. В сезон размножения они не делают насестов, хотя часто приземляются на землю.
Африканские речные ласточки гнездятся в норах в песчаных берегах рек, часто вместе с розовыми щурками, однако длительность высиживания и оперения неизвестна. Также они роют тоннели на ночь во время зимовки. Встречаются довольно часто в своем ограниченном регионе, несмотря то, что их ловят в больших количествах местные жители. Иногда можно встретить большие стаи. Тем не менее, из-за недостатка данных о регионах размножения и размеров популяции, Международный союз охраны природы не указывает охранный статус данного вида.

## Этимология
Родовое название Pseudochelidon происходит от др.-греч. ψευδο — ложь, и др.-греч. χελιδον — ласточка. Видовое название отражает внешнее сходство с сизоворонками из рода Eurystomus.

## Систематика
Когда немецкий зоолог Густав Хартлауб впервые описал африканскую речную ласточку в 1861 году, он отнес этот вид не к ласточковым, а к сизоворонковым. Поздние авторы либо помещали его в собственное монотипическое семейство, либо к артамам. Исследование анатомии этой ласточки, проведённое Перси Лоу в 1938 году, показало, что вид наиболее близок к ласточкам, но достаточно отличен, чтобы отнести его в отдельное подсемейство, Pseudochelidoninae.
Другой вид подсемейства, белоглазая речная ласточка Pseudochelidon sirintarae, известный только в одном месте в Таиланде, вероятно, вымер. Эти два вида имеют ряд особенностей, отличающих их от других ласточек, включая крепкие ноги, мощный клюв, крупный сиринкс (голосовой орган птиц) и отличную бронхиальную структуру. Генетические исследования подтвердили, что белоглазая и африканская речные ласточки образуют кладу, отдельную от обычных ласточек из подсемейства Hirundininae.
Два вида речных ласточек в некотором смысле занимают промежуточную позицию между типичными ласточками и другими воробьиными и их ножные мышцы устроены скорее как у типичного представителя воробьиных, чем как у типичной ласточки. Степень различий позволяет предположить, что речные ласточки — реликтовые популяции группы видов, отделившихся от основной ветви в ранний период их эволюционной истории. Как и другие ранние ласточковые, эти ласточки гнездятся в самостоятельно вырытых норах. Их физические характеристики и брачное поведение указывает на то, что они были самыми примитивными из ласточковых.